# 小行星15017
小行星15017（15017 Cuppy）是一颗绕太阳运转的小行星，为主小行星带小行星。该小行星于1998年9月22日发现。

## 轨道参数
小行星15017的轨道半长轴为2.3259361 UA，离心率为0.162。